# Арифметична функція
Арифметична (аритметична) функція — функція, визначена на множині натуральних чисел {\displaystyle \mathbb {N} },  що набуває значень у множині комплексних чисел {\displaystyle \mathbb {C} }.

## Визначення
Як випливає з визначення, арифметичною функцією називається будь-яка функція
{\displaystyle f\colon \mathbb {N} \to \mathbb {C} }
Назва арифметична функція пов'язана з тим, що в теорії чисел відомо багато функцій {\displaystyle ~f(n)} натурального аргументу {\displaystyle ~n}, які виражають ті або інші арифметичні властивості {\displaystyle ~n}. Тому, неформально кажучи, під арифметичною функцією розуміють функцію {\displaystyle ~f(n)}, яка «виражає деяку арифметичну властивість» натурального числа {\displaystyle ~n} (див. приклади арифметичних функцій нижче).
Багато арифметичних функцій, що розглядаються в теорії чисел, насправді приймають цілочислові значення.

## Операції і зв'язані поняття
- Сумою арифметичної функції {\displaystyle f} називають функцію {\displaystyle F:[0,+\infty )\to \mathbb {C} }, визначену як

{\displaystyle F(x)=\sum _{n\leq x}f(n).}
Ця операція є «дискретним аналогом» невизначеного інтеграла; при цьому, хоча початкова функція і була визначена тільки на {\displaystyle \mathbb {N} }, її суму виявляється зручним вважати визначеною на всій додатній півосі (при цьому вона, природно, кусково-стала).
- Згорткою Діріхле двох арифметичних функцій f і g називається арифметична функція h, визначена за правилом

{\displaystyle \ h(n)=\sum _{d|n}f(d)g(n/d).}
- Арифметичній функції f можна зіставити її генератрису—ряд Діріхле

{\displaystyle \ \Phi _{f}(s)=\sum _{n}f(n)n^{-s}.}
При цьому згортці Діріхле двох арифметичних функцій відповідає добуток їх генератрис.
- Поточкове множення на логарифм

{\displaystyle f\mapsto f',\quad f'(n)=f(n)\cdot \ln n,}
є диференціюванням алгебри арифметичних функцій: відносно згортки воно задовольняє правилу Лейбніца
{\displaystyle \ (f*g)'=f'*g+f*g'.}
Перехід до генератриси, перетворює цю операцію на звичайне диференціювання.

## Відомі арифметичні функції

### Кількість дільників
Арифметична функція {\displaystyle ~\tau \colon \mathbb {N} \to \mathbb {N} } визначається як число додатнних дільників натурального числа {\displaystyle ~n}:
{\displaystyle ~\tau (n)=\sum _{d|n}1}
Якщо {\displaystyle ~m} і {\displaystyle ~n} взаємно прості, то кожен дільник добутку {\displaystyle ~mn} може бути єдиним чином поданий у вигляді добутку дільників {\displaystyle ~m} і {\displaystyle ~n}, і навпаки, кожне такий добуток є дільником {\displaystyle ~mn}. Звідси випливає, що функція {\displaystyle ~\tau } мультиплікативна:
{\displaystyle ~\tau (mn)=\tau (m)\tau (n)}
Якщо {\displaystyle ~n=\prod _{i=1}^{r}p_{i}^{s_{i}}} — розклад на прості множники натурального числа {\displaystyle ~n}, то зважаючи на мультиплікативність
Але додатними дільниками числа {\displaystyle p_{i}^{s_{i}}} є {\displaystyle ~s_{i}+1} чисел {\displaystyle 1,p_{i},\ldots ,p_{i}^{s_{i}}}.
Відповідно

### Сума дільників
Функція {\displaystyle \sigma \colon \mathbb {N} \to \mathbb {N} } визначається як сума дільників натурального числа {\displaystyle ~n}:
Узагальнюючи функції {\displaystyle ~\tau (n)} і {\displaystyle ~\sigma (n)} для довільного, взагалі кажучи комплексного {\displaystyle ~k} можна визначити {\displaystyle ~\sigma _{k}(n)} — суму {\displaystyle k}-их степенів додатних дільників натурального числа {\displaystyle ~n}:
Використовуючи нотацію Айверсона можна записати
Функція {\displaystyle ~\sigma _{k}} мультиплікативна:
Якщо {\displaystyle ~n=\prod _{i=1}^{r}p_{i}^{s_{i}}} — розклад на прості дільники натурального числа {\displaystyle ~n}, то

### Функція Ейлера
Функція Ейлера {\displaystyle \varphi (n)},  визначається як кількість додатних цілих чисел, що не є більшими за {\displaystyle ~n}, і є взаємно простими з {\displaystyle ~n}.
Користуючись нотацією Айверсона можна записати:
Функція Ейлера мультиплікативна:
У явному вигляді значення функції Ейлера виражається формулою:
де {\displaystyle p_{1},p_{2},\ldots ,p_{r}} — різні прості дільники {\displaystyle ~n}.

### Функція Мебіуса
Функцію Мебіуса {\displaystyle ~\mu (n)} можна визначити як арифметичну функцію, що задовольняє наступній властивості:
Тобто сума значень функції Мебіуса по всіх дільниках цілого додатного числа {\displaystyle ~n} рівна нулю, якщо {\displaystyle ~n>1}, і рівна {\displaystyle ~1}, якщо {\displaystyle ~n=1}.
Можна показати, що цьому рівнянню задовольняє лише одна функція, і її можна явно задати наступною формулою:
Тут {\displaystyle p_{i}} — різні прості числа {\displaystyle p} — просте число. Інакше кажучи, функція Мебіуса {\displaystyle \mu (n)} рівна {\displaystyle 0}, якщо {\displaystyle n} не вільно від квадратів (тобто ділиться на квадрат простого числа), і рівна {\displaystyle ~\pm 1} інакше (плюс або мінус вибирається залежно від парності числа простих дільників {\displaystyle ~n}).
Функція Мебіуса є мультиплікативною функцією. 